# احتجاجات ساحة شابلا 2013
'احتجاجات ساحة شابلا المعروفة أيضًا باسم عملية شابلا أو عملية فلاش أوت من قبل قوات الأمن يشير إلى الاحتجاجات، وإطلاق النار اللاحق، يومي 5 و6 مايو/أيار 2013 في ساحة شابلا الواقعة في منطقة موتيجيل، المنطقة المالية الرئيسية في دكا، بنغلاديش. تم تنظيم الاحتجاجات من قبل جماعة الدعوة الإسلامية، حفظة الإسلام بنغلاديش، الذين طالبوا بسن قانون التجديف. ردت الحكومة على الاحتجاجات بقمع المتظاهرين باستخدام قوة مشتركة من شرطة بنغلاديش وكتيبة التدخل السريع وحرس الحدود شبه العسكري في بنغلاديش لطرد المتظاهرين من ساحة شابلا.
وفي أعقاب الأحداث التي وقعت في موتيجيل، اندلعت الاحتجاجات في أجزاء أخرى من البلاد أيضًا، والتي قُتل خلالها 27 شخصًا، على الرغم من أن مصادر مختلفة أفادت بأن أعداد الضحايا تتراوح بين 20 إلى 61. وزعم حزب المعارضة الرئيسي في البداية أن الآلاف من نشطاء حفظة السلام قتلوا خلال العملية، لكن الحكومة نفت ذلك. وتشير منظمة هيومن رايتس ووتش ومنظمات حقوق الإنسان الأخرى إلى أن إجمالي عدد القتلى تجاوز 50 شخصًا. أحبطت المحاولات الأولية للتشكيك في سلسلة الأحداث بسبب إغلاق الحكومة لقناتين تلفزيونيتين، قناة ديغانتا التلفزيونية وقناة إسلامية التلفزيونية، اللتين كانتا تبثان العملية على الهواء مباشرة.

## روابط خارجية
- Odhikar's full report
- Dhaka Metropolitan commissioner's interview published in The Prothom Alo newspaper
- Independent TV's investigative report on Operation Shapla chattar
- Independent TV's investigative report on Operation Shapla chattar (English sub titled)